# Chrysoecia
Chrysoecia là một chi bướm đêm thuộc họ Noctuidae.

## Các loài
- Chrysoecia atrolinea (Barnes & McDunnough, 1912)
- Chrysoecia dela (Druce, 1894)
- Chrysoecia gladiola (Barnes, 1907)
- Chrysoecia requies (Dyar, 1909)
- Chrysoecia scira (Druce, 1889)
- Chrysoecia thoracica (H. Edwards, 1884)